# 牟礼岡
牟礼岡（むれがおか）は、鹿児島県鹿児島市の町丁。旧鹿児島郡吉田町牟礼岡一丁目・牟礼岡二丁目・牟礼岡三丁目。郵便番号は891-1306。人口は2,725人、世帯数は1,305世帯（2020年4月1日現在）。牟礼岡一丁目から牟礼岡三丁目まであり、牟礼岡一丁目から牟礼岡三丁目までの全域で住居表示を実施している。
牟礼岡は三井農林によって「牟礼ケ岡団地（三井ニュータウン）」として造成された住宅団地の区域である。

## 地理
鹿児島市の北部、稲荷川上流域に位置している。町域の東西南北すべてを宮之浦町に接している。町域全体が丘陵上に牟礼ケ岡団地として開発された新興住宅地である。
町域の北端に鹿児島市立牟礼岡小学校が所在している。

## 歴史

### 牟礼ケ岡団地の開発
三井農林が1977年（昭和52年）5月24日に牟礼ケ岡団地（三井ニュータウン）として吉田町大字宮之浦地内の545,300m2の造成に着手し、1980年（昭和55年）3月31日に竣工した。1985年（昭和60年）には吉田町立牟礼岡小学校（現在の鹿児島市立牟礼岡小学校）が団地内に開校した。

### 町名としての牟礼岡
1991年（平成3年）5月7日に吉田町大字宮之浦（現在の宮之浦町）より分割され、鹿児島郡吉田町の町丁「牟礼岡一丁目」、「牟礼岡二丁目」、「牟礼岡三丁目」として設置された。また、同時に全域で住居表示が実施された。1996年（平成8年）4月1日に牟礼岡団地（三井ニュータウン）の公園や上下水道が吉田町に移管され、移管調印式が吉田町役場で挙行された。また、1998年（平成10年）11月1日から吉田町役場は旧三井事務所に設置した牟礼岡連絡所に住民票の写しと印鑑登録証明書を発行する自動交付機を設置した。
2004年（平成16年）11月1日に吉田町が鹿児島郡桜島町、揖宿郡喜入町、日置郡郡山町及び松元町と共に鹿児島市に編入された。この市町村合併に伴い設置された法定合併協議会である「鹿児島地区合併協議会」の合併協定項目において、「鹿児島市の区域内の町及び吉田町の区域内の町（牟礼岡一丁目から牟礼岡三丁目まで）の区域及び名称は、現行どおりとする。」と協定されたことにより、それまでの鹿児島郡吉田町の町丁であった牟礼岡一丁目、牟礼岡二丁目、牟礼岡三丁目については名称変更が行われることなく、鹿児島市の町丁「牟礼岡一丁目」、「牟礼岡二丁目」、「牟礼岡三丁目」となった。

### 町域の変遷
| 実施後                     | 実施年            | 実施前                   |
| -------------------------- | ----------------- | ------------------------ |
| 吉田町牟礼岡一丁目（新設） | 1991年（平成3年） | 吉田町大字宮之浦（一部） |
| 吉田町牟礼岡二丁目（新設） | 1991年（平成3年） | 吉田町大字宮之浦（一部） |
| 吉田町牟礼岡三丁目（新設） | 1991年（平成3年） | 吉田町大字宮之浦（一部） |

## 人口

### 町丁別
|              | 世帯数 | 人口  |
| ------------ | ------ | ----- |
| 牟礼岡一丁目 | 553    | 1,122 |
| 牟礼岡二丁目 | 330    | 715   |
| 牟礼岡三丁目 | 422    | 888   |

### 人口変遷
牟礼岡の人口の変遷を以下に示す1990年のデータは「吉田町郷土誌」より、1995年以降のデータは国勢調査による小地域集計の人口の推移である。
| 統計年             | 統計年 | 人口  | 人口 |
| ------------------ | ------ | ----- | ---- |
| 1990年（平成2年）  | [ 15 ] | 2,081 |      |
| 1995年（平成7年）  | [ 16 ] | 3,070 |      |
| 2000年（平成12年） | [ 17 ] | 3,396 |      |
| 2005年（平成17年） | [ 18 ] | 3,359 |      |
| 2010年（平成22年） | [ 19 ] | 3,138 |      |
| 2015年（平成27年） | [ 20 ] | 2,914 |      |

## 施設

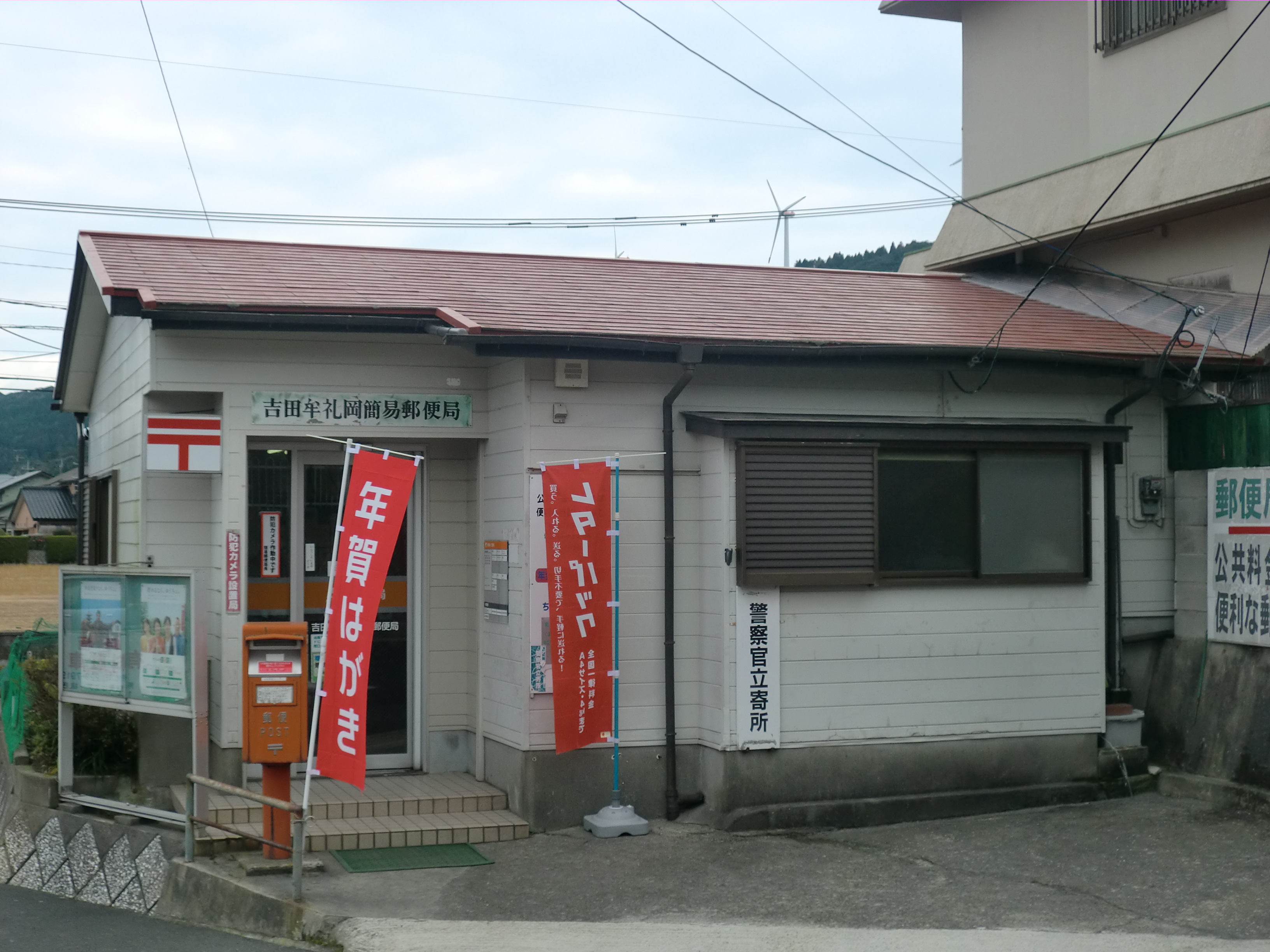
吉田牟礼岡簡易郵便局

### 公共
- 牟礼岡地区コミュニティーセンター
- 牟礼ケ岡公民館

### 教育
- 鹿児島市立牟礼岡小学校[21]

### 郵便局
- 吉田牟礼岡簡易郵便局[22]

## 小・中学校の学区
市立小・中学校に通う場合、学区（校区）は以下の通りとなる。
| 町丁         | 番・番地 | 小学校                 | 中学校                 |
| ------------ | -------- | ---------------------- | ---------------------- |
| 牟礼岡一丁目 | 全域     | 鹿児島市立牟礼岡小学校 | 鹿児島市立吉田南中学校 |
| 牟礼岡二丁目 | 全域     | 鹿児島市立牟礼岡小学校 | 鹿児島市立吉田南中学校 |
| 牟礼岡三丁目 | 全域     | 鹿児島市立牟礼岡小学校 | 鹿児島市立吉田南中学校 |